# Bwin
bwin, ранее известный как Betandwin.com (до 2006 года) — австрийский бренд игорной онлайн-компании, принадлежащий GVC Holdings, один из крупнейших международных букмекеров. Группа работает согласно международным и региональным лицензиям в таких странах и регионах, как Гибралтар, территория Kahnawake в Канаде, в Германии, Италии, Мексике, Австрии и Великобритании. Головные офисы расположены в Вене, Стокгольме и Гибралтаре. В 2017 году бренд был представлен в России как первый легальный онлайн-букмекер из-за рубежа.

## История компании
bwin начал свою работу в 1997 году с 12 сотрудниками под названием betandwin в Вене. Свой первый сайт азартных игр betandwin запустил в 1998 году, сконцентрировав свою деятельность на растущем рынке ставок на спорт. Одним из наиболее важных событий в истории компании стал запуск ставок в режиме реального времени, позволяющих игрокам делать ставки на спортивные мероприятия в прямом эфире.
Первое публичное появление компании на Австрийской фондовой бирже состоялось в марте 2000 года. В июне 2001 года betandwin приобрёл компанию Simon Bold (Гибралтар), которая в настоящее время известна как bwin International Ltd. — так вся юридическая деятельность компании сосредоточилась в Гибралтаре. Это было предпринято для того, чтобы последовать за некоторыми из крупнейших конкурентов компании на Британскую заморскую территорию. К декабрю 2001 года betandwin был готов выйти на рынок онлайн-казино и запустил свою первую предназначенную для этого платформу.
В июне 2005 года, группа приобрела betoto.com для расширения зоны своего присутствия на греческом рынке — компании предлагающей услуги ставок с фиксированным процентом для игроков по всему миру. Декабрь того же года ознаменовался ещё одним крупным приобретением — поглощением компании Ongame e-Solutions AB. Это приобретение стало частью реализации стратегии группы по расширению своего присутствия на рынке покера. После поглощения Ongame e-Solutions, название компании сменилось на bwin Games. Ещё в 2005 году компания betandwin приобрела права СМИ за пределами Германии в футбольной лиге Германии. В августе 2006 года betandwin провела ребрендинг и стала называться bwin. Тогда стало очевидно, что бренд betandwin, описанный как «содержательный, высококлассный и функциональный», больше не подходит под широкий ассортимент развлечений, предлагаемых компанией, включая ставки на спорт, покер, онлайн-игры и казино. В 2007 году bwin начал предлагать прямые трансляции крупных спортивных событий.
В сентябре 2009 года bwin объявила о приобретении итальянского покерного оператора Gioco Digitale, что ознаменовало выход компании на итальянский рынок азартных онлайн-игр.
1 апреля 2011 года bwin и британская игорная компания PartyGaming объявили о слиянии. Новая компания bwin.party стала крупнейшей в мире публичной фирмой онлайн-игр, 48,4 % акций стали принадлежать акционерам PartyGaming, а 51,6 % — bwin. Акции объединённой компании начали котироваться на Лондонской фондовой бирже с участием CEO Норберта Тойфельбергера и Джима Райана. В 2014 году bwin.party заинтересовала компанию GVC Holdings, которая к 2016 году поглотила bwin.party за $ 1,5 млрд. В 2018 году компания GVC Holdings также приобрела букмекера Ladbrokes Coral, который оценивается в $ 5,55 млрд.

## Деятельность компании и продукты
По данным на 2018 год, австрийский бренд «bwin» принадлежит одной из крупнейших в мире игорных онлайн-компаний GVC Holdings, штаб-квартира которой находится на острове Мэн. Беттинг-ресурсы холдинга в 2016 году обеспечили рост общего объёма ставок на 4 % — до € 4,55 млрд, а совокупный доход от ставок на спорт увеличился на 14 % — до € 654 млн.
Филиалы и дочерние компании bwin предлагают услуги ставок на спорт, покер, игры в казино и онлайн-игры, а также аудио- и видеотрансляции спортивных событий, среди которых — популярные турниры по ключевым видам спорта. Основная отрасль бизнеса bwin — интерактивные ставки на спорт. Компания предлагает на выбор более чем 90 различных видов спорта, среди которых ключевым является футбол, на который ежедневно приходится до 10 000 видов пари. bwin функционирует в российском правовом поле и предлагает один из наиболее широких видов спортивных событий. Кроме этого, в линии представлены также ставки на политику и развлечения, среди которых «Оскар», шоу талантов, конкурс «Евровидение», конкурсы красоты и другое.

### В России
В 2016 году компания «Диджитал Беттинг» получила букмекерскую лицензию и возможность принимать ставки онлайн в России, в связи с чем букмекер не имеет зеркал и работает только в доменной зоне «bwin.ru». Генеральным директором компании был назначен Дмитрий Сергеев, который ранее занимал должность операционного директора и сооснователя спортивного онлайн-ресурса «Чемпионат».
Игроки и эксперты букмекерского рынка России положительно оценили приход на российский рынок крупного мирового игрока. Представители российских букмекерских контор отметили, что появление первого легального букмекера с мировым именем повысит конкуренцию, а вместе с ней качество предоставляемых услуг.
7 июня 2017 года было объявлено, что bwin начнёт официальную деятельность в России. ООО «Диджитал Беттинг» при поддержке интернет-холдинга Rambler&Co подписало долгосрочное соглашение с GVC Holdings на использование технологической платформы на российском рынке под брендом bwin.ru. GVC Holdings отвечает за инновационную платформу по приёму ставок (десктопная и мобильная версии, приложения для мобильных устройств), весь комплекс работ по трейдингу и риск-менеджменту, Rambler&Co, в свою очередь, — за помощь в привлечении аудитории и экспертизу в цифровом маркетинге. Компания «Диджитал Беттинг» же занимается всей операционной деятельностью, маркетинговым продвижением, а также глобальной поддержкой всей платформы в России.
Bwin.ru не получила должной популярности в России и несла значительные операционные убытки. На протяжении 2019 года в СМИ многократно появлялись слухи о желании владельцев избавиться от актива и поисках новых инвесторов для продолжения работы компании. В мае 2019 года Сергеев покинул позицию генерального директора Bwin Russia и перешёл на аналогичную должность в «Париматч Россия». В июне 2020 года стало известно, что компания перешла под контроль структур, связанных с холдингом Parimatch. Сообщалось о планах перезапустить бренд. Однако уже 15 февраля 2021 работа bwin была приостановлена в России. Главной причиной закрытия называли новые законодательных инициативы касательно игорного бизнеса и работы букмекерских контор. С 2020 года компания являлась партнёром нескольких российских футбольных клубов.

## Спонсорство
Компания Bwin является партнёром ведущих европейских клубов и спортивных федераций.
С брендом bwin сотрудничает испанский профессиональный футбольный клуб «Валенсия». С 2007 по 2013 год bwin также являлся титульным спонсором ФК «Реал Мадрид». В октябре 2010 года bwin объявил о спонсировании трёх предстоящих кубков португальской лиги по футболу, которые назывались «bwin Cup». Итальянская футбольная Serie B была переименована в «Serie bwin» после подписания спонсорской сделки в июле 2010 года на два года вперёд. bwin также дал своё имя первой португальской футбольной лиге (bwinLIGA), был спонсором итальянского футбольного клуба «Милан», а также партнёром таких клубов, как «Ювентус», «Интер Милан», «Вердер Бремен» и др. Кроме того, bwin сотрудничает с Международной федерацией баскетбола (FIBA) и спонсирует чемпионаты Европы и мира с 2006 года. В области автоспорта компания является одним из главных спонсоров серии MotoGP. В 2010 году bwin стала титульным спонсором гонок в Хересе и Эшториле, а также официальным партнёром гран-при в Брно, Мизано и Муджелло. Кроме того, bwin организует многочисленные покерные оффлайн- и онлайн-турниры.
В 2017 году bwin в России стал партнёром Единой лиги ВТБ и Всероссийской федерации волейбола.

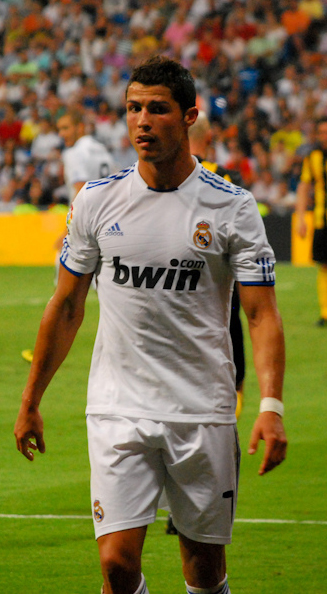
Криштиану Роналду в футбольном матче за «Реал Мадрид» (2010)
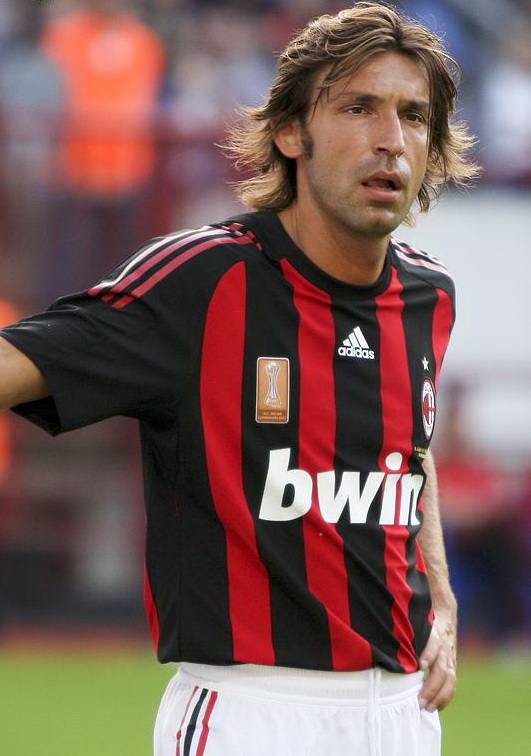
Андреа Пирло в футболке «Милана» (2008)
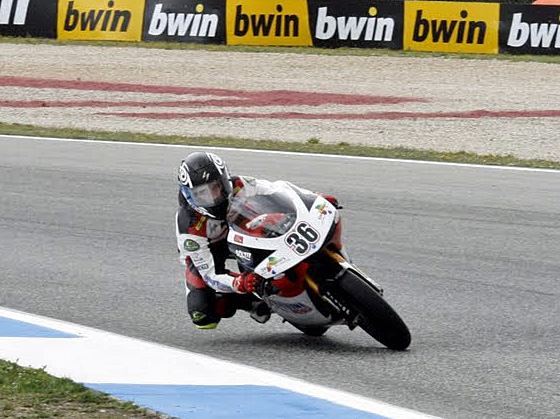
Хоан Перейо на мотогонках Гран-при в Эшториле (2011)

## Награды
На ежегодной премии онлайн-гэмблинга EGR, организованной журналом eGaming Review, bwin выиграл премию «Лучший оператор 2009 года».

## Инциденты
В 2006 году немецкий футбольный клуб «Вердер» подписал спонсорский контракт с bwin до 2009 года, согласно которому должен был получать $ 7,5 тыс. в год. В тот же год в защиту контролируемого государством спортивного тотализатора Oddset лицензия bwin была отозвана правительством Саксонии. Так bwin оказался вне закона, а некоторые футболисты любительских лиг выразили протест против решения властей, приняв участие в обнажённых фотосессиях. За каждый выход на поле в футболке с логотипом bwin игроки «Вердера» должны были быть отштрафованы на $ 60 тыс., в результате чего было решено нанести на футболки слоган «We win» в той же стилистике.
В 2012 году, ещё задолго до выхода bwin на российский рынок, появилась информация о заморозке счетов десятков россиян под предлогом отсутствия у них документов, удостоверяющих личность. По словам одного из игроков, представители bwin выразили желание увидеть квитанцию по платежам за коммунальные услуги, однако в качестве плательщика в квитанции значился не сам игрок, а собственник жилья, поэтому в выплате средств было отказано, а счёт заблокирован. Подобное, по словам экспертов, применяется во многих букмекерских конторах для защиты средств клиентов от неправомерных операций. В течение следующих нескольких месяцев россиянин самостоятельно оплачивал все счета и снова предоставил документы в bwin, после чего компания сразу выплатила выигрыш.